# イスラム・カリモフ
イスラム・アブドゥガニエヴィチ・カリモフ（ウズベク語: Islom Abdug‘aniyevich Karimov / Ислом Абдуғаниевич Каримов、ロシア語: Ислам Абдуганиевич Каримов、英語: Islam Abduganievich Karimov、1938年1月30日 – 2016年9月2日）は、ソビエト連邦及びウズベキスタンの政治家である。1964年ソビエト連邦共産党に入党。ウズベク・ソビエト社会主義共和国国家計画委員会第1副議長、財務相、副首相などを歴任し、1990年3月、新設された同共和国大統領に就任した。同年7月ソ連共産党政治局局員、中央委員となった。11月共和国首相(内閣議長)兼任。1991年11月ウズベキスタン人民民主党創設、党首となる。ウズベキスタン独立後の1991年12月、大統領直接選挙に当選し同国の初代大統領となった。以後2016年に死去するまで、25年間にわたって同国の大統領を務めた。
政敵や言論への弾圧、不正選挙、人権問題や報道規制などの問題により欧米諸国からは独裁者として批判を受け、パレード誌に「世界最悪の独裁者」の一人に選ばれていた。経済面では、カリモフ在任中のウズベキスタンは2004年以降7%以上のGDP成長率を記録しているが、これも子どもを含む強制労働によるものとする批判がある。

## 経歴

### ソ連時代
1938年1月30日、ウズベク・ソビエト社会主義共和国のサマルカンドで生まれた。1941年、サマルカンドの孤児院に送られ、1942年に家に連れ帰られたが1945年に孤児院に送られた。少年時代については模範的な学生だったという説と荒くれものであったという説の2つが存在する。
1955年に高校を卒業。1960年に中央アジア工科大学（現・タシュケント国立工科大学）を卒業し、機械工学の学位を取得。1961年から1966年まで、航空機製造企業や水資源省で技術者として勤務した。

1967年にタシケント国民経済大学タシュケント国民経済大学で経済学の修士号を取得した。

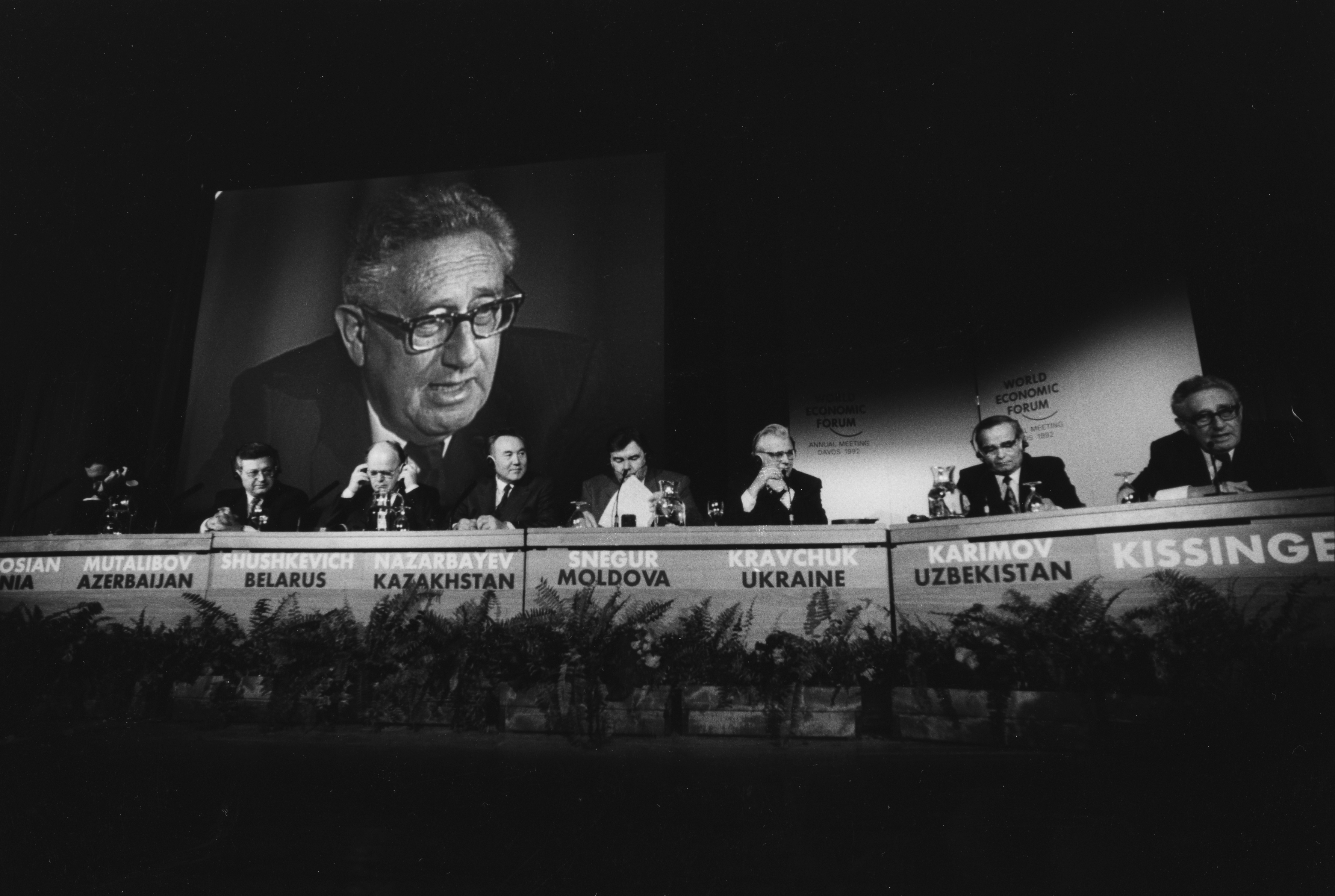
世界経済フォーラム年次総会でのカリモフ（右から2人目、1992年）

### 政治家として
1964年、ソビエト連邦共産党下部組織ウズベキスタン共産党に入党。1966年から1983年にかけて、ゴスプランの主任専門官、議長補佐官、課長、局長、副議長、第一副議長を歴任した。
1983年、ウズベク共和国の財務大臣に就任。1986年からは副首相兼ゴスプラン議長を務めた。カシュカダリヤ州の共産党第一書記を経て、1989年6月にウズベキスタン共産党中央委員会第一書記に就任した。

1990年から1991年までソ連共産党中央委員会委員、政治局員、ソビエト連邦最高会議代議員を務めた。

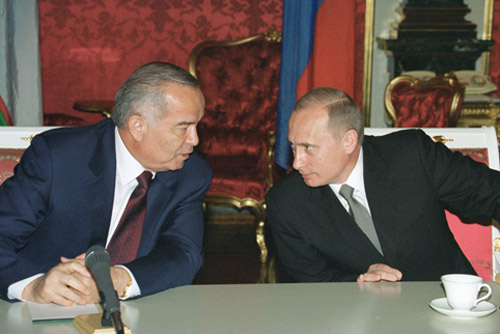
プーチンと会談するカリモフ（2001年）

### ウズベキスタン大統領

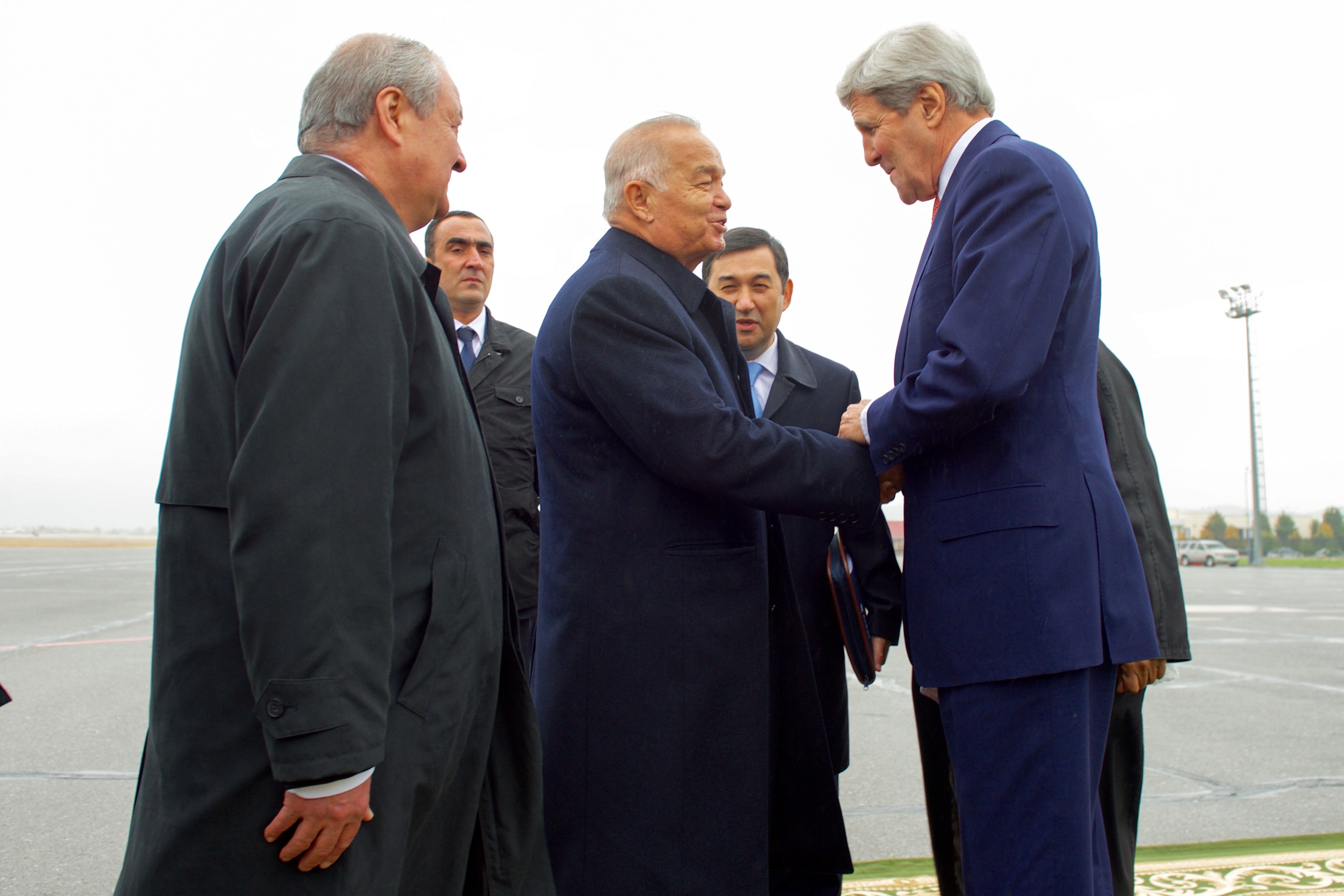
サマルカンドを訪問したジョン・ケリーを出迎えるカリモフ（2015年）

1990年3月24日、ウズベク・ソビエト社会主義共和国の初代大統領に選出された。
1991年3月に行われた連邦制維持の賛否を問う国民投票に際してはソ連への連帯を呼びかけ、95%の投票率で70％以上が連邦制に賛成した。この投票結果に基づく新連邦条約の調印を控えた8月19日、モスクワでクーデターが発生。これは失敗に終わったが、結果的に新連邦条約は実現せずソ連の崩壊を招くこととなった。カリモフ自身は、ペレストロイカの行き詰まりとゴルバチョフ自身の指導力の無さを批判し、クーデターに対する支持を表明していた。

1991年8月31日に共和国独立宣言を行い、国名を「ウズベキスタン共和国」に変更した。自身の率いるウズベキスタン共産党はウズベキスタン人民民主党に改称した。12月29日、ウズベキスタン大統領選挙で当選し初代大統領となった。

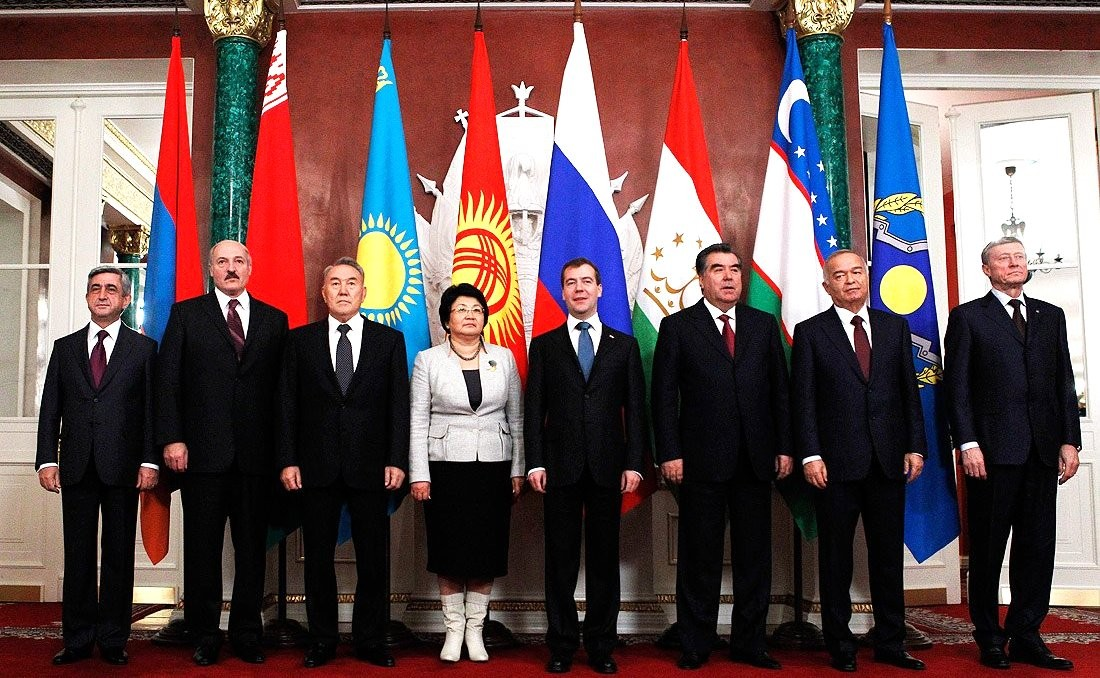
CSTO加盟国首脳会議でのカリモフ（右から2人目、2010年）

### 専制政治への移行

#### 不公正な選挙
1995年の国民投票で大統領の任期が2000年まで延長された。2000年の大統領選で90%以上の支持を得て再選。選挙では白票や棄権票が「カリモフに投票した」と見なされるなど公正さに疑問があり、アメリカ合衆国からは「真の自由で公正な選挙とは言えず、ウズベク国民には選択肢が与えられていなかった」と批判を受けた。2002年の国民投票で任期が2007年まで延長された。
2007年11月6日、ウズベキスタン自由民主党の公認を得て大統領選挙への出馬を表明。選挙管理委員会からの承認を得たが、対立候補は「憲法に規定されている3選禁止を無視している」と批判した。2007年の大統領選では90％の得票で3選を果たした。選挙結果は独立国家共同体（CIS）加盟国からは歓迎されたが、欧米諸国からは「政治的な茶番であり、真の選択肢が与えられていない」として批判を受けた。
2015年の大統領選で90.39%の得票を得て4選された。旧ソ連構成国や中国から派遣された選挙監視団は公正な選挙として評価したが、欧米諸国からは不正な選挙として批判を受けた。

#### 政敵、言論の弾圧
政権掌握の当初から、敵対者の逮捕、拷問、投獄などの政治弾圧を行った。当局は政治的な動機で数千人を拘束し、刑務所や警察署における拷問が日常的に行われた。野党ビルリク党、エルク党、公正社会民主党などの主要メンバーが標的となり、国外退去を余儀なくされる者もあった。これらの極端な圧力によって野党の政治活動はほとんど崩壊した。
2005年5月13日、アンディジャンでの反政府デモに対し、軍による鎮圧を行いデモ参加者数百人を射殺した（アンディジャン事件）。その鎮圧方法をめぐり、アメリカはカリモフ政権を非難した。

#### 宗教弾圧と対テロ政策
宗教に対しても強いスタンスで対峙した。独立系イスラム教に対し規制を強化した。1998年、過激派を防ぐという名目で宗教を制限する法律を採択しモスクを事実上の国家支配下に置いた。
1999年2月16日、タシュケントで爆破事件が発生。政府はこれをカリモフ暗殺の試みとみなし、ウズベキスタン・イスラム運動（IMU）の仕業だと非難し、大規模な一斉捜査や投獄を行った。ステートメディアによる反IMUプロパガンダも行われた。しかし明確な証拠が出てこず、単にウズベキスタン国民の権利が損なわれただけに終わった。
2001年9月11日のアメリカ同時多発テロ事件以降、「テロとの戦い」という文脈で、イスラム原理主義や過激派の脅威を排除するために数千人のイスラム教徒と、独立系の宗教指導者を恣意的に投獄した。熱湯を浴びせられて殺害された例も報告された。一方で、ウズベキスタンは対テロ戦争におけるアメリカの戦略的同盟国とみなされるようになり、同年10月より始まったアフガニスタン紛争においては800人のアメリカ軍を国内に受け入れサポートした。
同年6月には中国とロシアが主導する上海協力機構の原加盟国となり、テロ対策を担う地域対テロ機構の本部がタシュケントに置かれた。カリモフ政権とアメリカの蜜月は中露から懸念された。
2004年にもタシュケントで自殺爆弾攻撃があり、カリモフはIMUあるいはヒズブ・タハリールによる犯行と非難した。国営の若者向けラジオニュースでは、「邪悪なヒズブ・タハリールがわが国に入り込んで以来、若者を洗脳し、さまざまな手段で政権を奪取しようと陰謀をたくらんでいる」という報道もされた。
2005年7月、アメリカ軍はにウズベキスタンから撤収するも、2012年6月にはカリモフ政権は集団安全保障条約機構（CSTO）から脱退してロシアからの独立も保つ動きも行った。

#### 人権問題と報道規制
カリモフは、国際社会から長年にわたり人権や報道規制について批判を受けていた。駐ウズベキスタン英国大使を務めたクレイグ・マレーは、カリモフ政権下の腐敗・宗教弾圧・検閲・拷問・殺害・誘拐などの問題を批判しており、大使退任後にはカリモフ政権の人権問題やアメリカとの関係を記した回顧録を出版している。また、国際連合もカリモフ政権で拷問が行われていることを報告している。
2004年から2015年にかけて。カリモフ政権下にウズベキスタンは成長率7%を超える安定した経済成長を見せた一方、子どもを含む数百万人の国民が、国の主要作物である綿花収穫の強制労働を強いられており、国際的に批判を受けていた。
ウズベキスタン憲法では、検閲の禁止や報道の自由が明記されている。しかしカリモフ政権は「説明責任」を理由に報道・出版を規制し、検閲官を配置して政権の宣伝を実施していた。報道される政府批判は全て検閲された。1990年代には外国メディアを許容する姿勢を示していたが、ロシアの放送局が減少したことに併せて欧米の放送局も次々に撤退し、以降十数年に渡り海外の出版物の出版を制限していた。また、「政権に対して不実である」という理由で野党の出版物も規制していた。

### 健康問題と死
カリモフの健康問題は政府によって厳重に報道規制が敷かれており、2013年3月に心臓発作を起こしたと報道された際には「事実無根」であると発表していた。
2016年8月27日、カリモフが脳出血のため集中治療室で治療を受けていることを次女のローラ・カリモヴァが明らかにした。カリモフは一時心停止状態に陥ったが、20分後に回復し、人工呼吸器を装着された。公式の医療報告書によると、ウズベキスタン政府は27日から28日にかけてモナコ心胸郭センター所長、ヘルシンキ大学神経外科名誉教授、ハノーファー国際神経科学研究所長、ハイデルベルク大学病院教授、モスクワ州立医科大学心臓血管外科部長にカリモフの病状について相談している。
その後、カリモフが8月29日に死亡したとの未確認情報が地元メディアなどで報じられ、9月1日の独立25周年のテレビ放送では政府報道官がカリモフの演説を代読し、ローラが国民に回復を祈るように懇願した。9月2日、脳出血のため死去したとの報道が、ウズベキスタン政府による公式な確認を得られないまま駆け巡った。ウズベキスタン政府は2日の日中の段階では「重体」であるとしていたが、同日20時55分（日本時間3日0時55分）にカリモフが死去したことを国営テレビを介して公式に発表した。享年78。死去の報に接し、バラク・オバマ、ウラジーミル・プーチン、習近平ら各国首脳が哀悼の意を表した。イルハム・アリエフ、ライモンツ・ヴェーヨニス、ナワーズ・シャリーフ、李克強はウズベキスタン大使館を訪れ記帳した。
カリモフの葬儀は9月3日に執り行われた。死没地のタシュケントでは数千人の市民が集まり葬列に花を手向けたが、遺体は死去の公式発表前にタシュケントからサマルカンドに移送されていた。葬儀はサマルカンドのレギスタン広場で執り行われ、シャーヒ・ズィンダ廟群にある母と兄弟の墓の隣に埋葬された。葬儀にはドミートリー・メドヴェージェフ、アシュラフ・ガニー、グルバングル・ベルディムハメドフ、エモマリ・ラフモン、カリム・マシモフ、ソーロンバイ・ジェーンベコフ、モハンマド・ジャヴァード・ザリーフら17か国の代表が参列した。また、9月5日にはキューバがカリモフの死去について服喪することを決定した他、6日にはプーチンが弔問のためウズベキスタンを訪れ、遺族と会談して哀悼の意を表した。

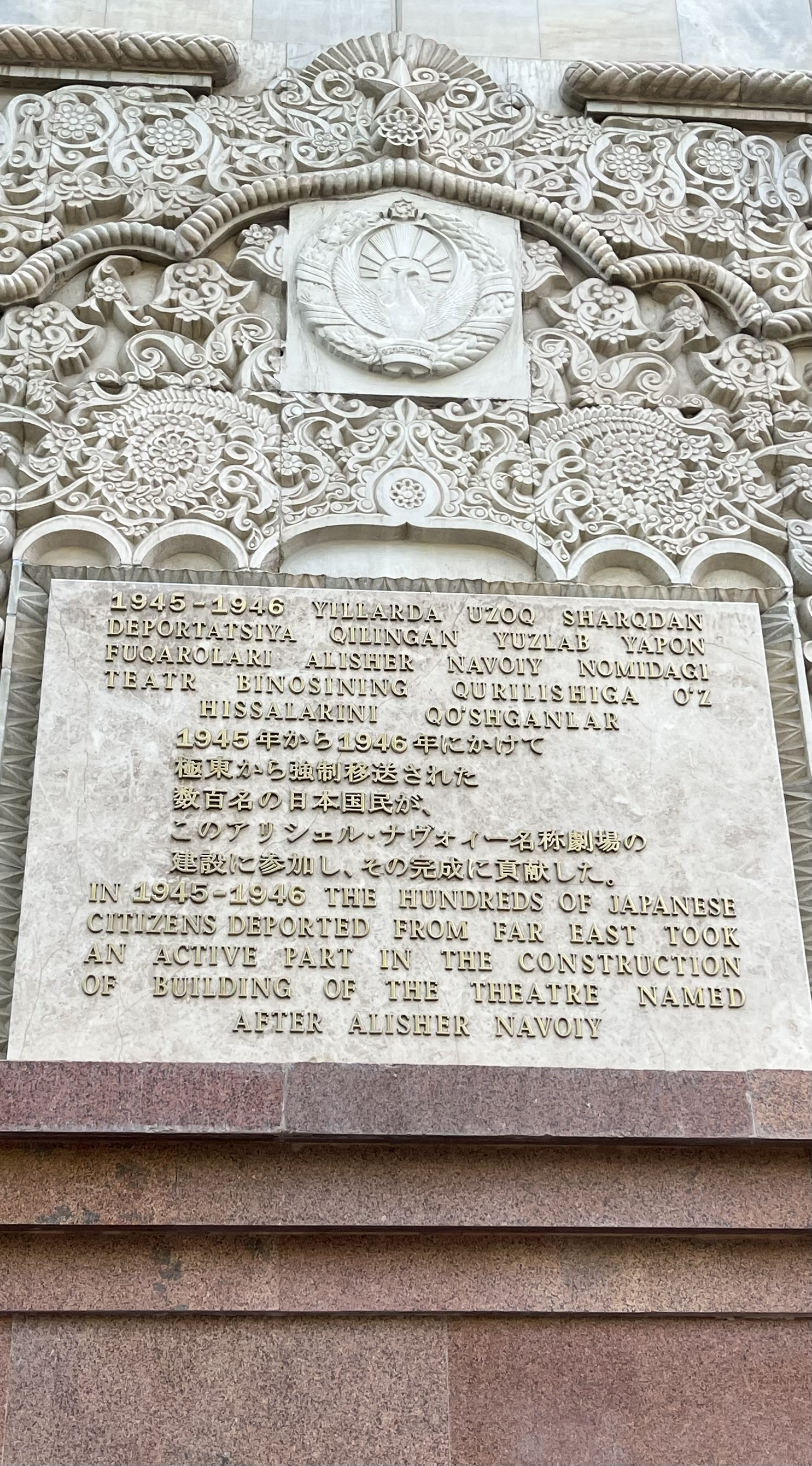
ナヴォイ劇場の記念プレート。カリモフの命令に基づき、「日本人捕虜」ではなく、「日本国民」と記されている。

## 人物
親日家として知られ、経済企画庁長官だった麻生太郎が1997年に日本の閣僚として初めて面談した際、子供の頃、毎週末毎に母親に手を引かれ日本人捕虜収容所へ連れて行かれた時のことを「せがれ、ご覧、あの日本人の兵隊さんを。ロシアの兵隊が見ていなくても働く。他人が見なくても働く。お前も大きくなったら、必ず他人が見なくても働くような人間になれ。お蔭で母親の言いつけを守って、今日俺は大統領になれた」と語っている。
日本人抑留兵が建設したナヴォイ劇場は1966年4月26日のタシュケント地震でもビクともせず、1996年に日本人抑留兵の功績を称えてウズベク語、日本語、英語で書かれた銘板を掲げ、日本人の功績を称えた。その際、「決して『捕虜』と書いてはいけない」と厳命したため、「極東から強制移送された数百名の日本国民」という表現になっている。

## 家族
父はウズベク人、母はタジク人とされているが、父はユダヤ人という説もあり詳細は不明となっている。1964年にナターリア・ペトローヴナ・クチミと結婚し息子ピョートルをもうけるが、後に離婚している。1967年に経済学者・共和国科学アカデミー経済研究所科学職員のタチヤーナ・ソビロヴァと結婚し、2女（グリナラ、ローラ）と5人の孫を有する。
長女グリナラは外交官・実業家として活動していたが、父と対立したため2014年2月以降は汚職の罪により自宅軟禁に置かれていた。2019年3月、軟禁の条件違反のため拘禁された。2020年3月、恐喝やマネーロンダリングなどの罪で有罪になり、さらに13年の懲役刑を受けた。
次女ローラも実業家であり、子供の権利やスポーツ振興に関する活動家として知られている。